# أنطون سايديل
أنطون سايديل (بالمجرية: Seidl Antal) هو موزع مجري، ولد في 7 مايو 1850 في بشت في المجر، وتوفي في 28 مارس 1898 في نيويورك في الولايات المتحدة.

## وصلات خارجية
- أنطون سايديل على موقع ميوزك برينز (الإنجليزية)
- أنطون سايديل على موقع أول ميوزيك (الإنجليزية)
- أنطون سايديل على موقع ديسكوغز (الإنجليزية)